# 卡庞特拉区
卡庞特拉区（法語：arrondissement de Carpentras）是法国普罗旺斯-阿尔卑斯-蓝色海岸大区沃克吕兹省所辖的一个区。总面积1807平方公里，总人口216663，人口密度120人/平方公里（2018年）。主要城镇为卡庞特拉。

## 辖区
卡庞特拉区辖有77个市镇。